# KAB-500S-E

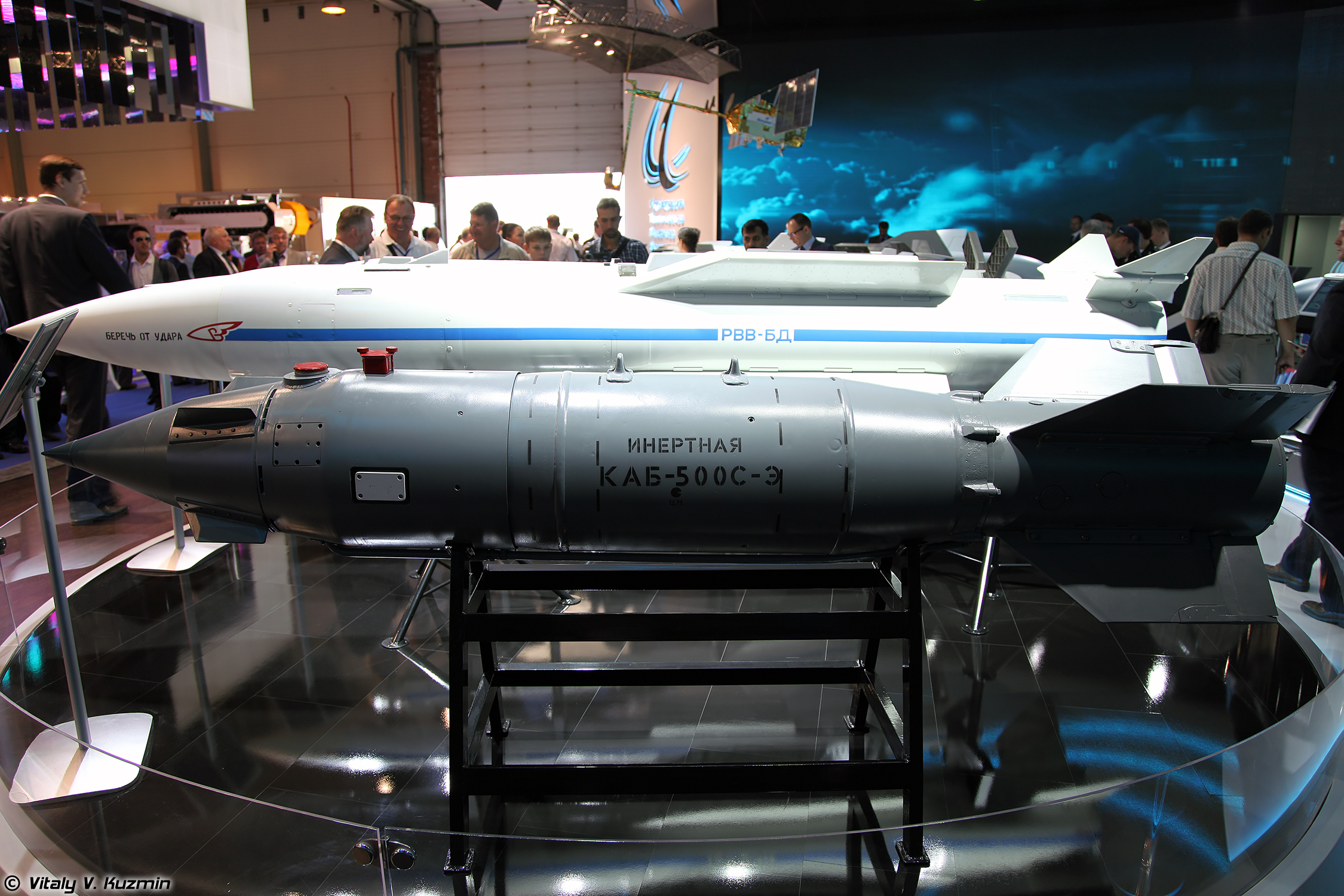
KAB-500S-E(cinza) em frente a um R-37

A KAB-500S-E (em russo:  КАБ-500С-Э) é uma bomba guiada projetado para o Força Aérea Russa é a primeira bomba guiada da Federação russa após a queda da URSS. Ela usa o sistema GLONASS de GPS, sendo o equivalente russo à família de bombas Joint Direct Attack Munition (JDAM). Foi usada pela primeira vez durante a intervenção militar russa na Guerra Civil da Síria. A bomba teve seus primeiros testes em 2000,e foi apresentada em espetáculos aeronaúticos em 2003. Ela é projetada para destruir os alvos em portos, instalações industriais e armazéns. Ela usa um fuzo de impacto com três modos programáveis, possui 560 kg e um ogiva com 195 kg.

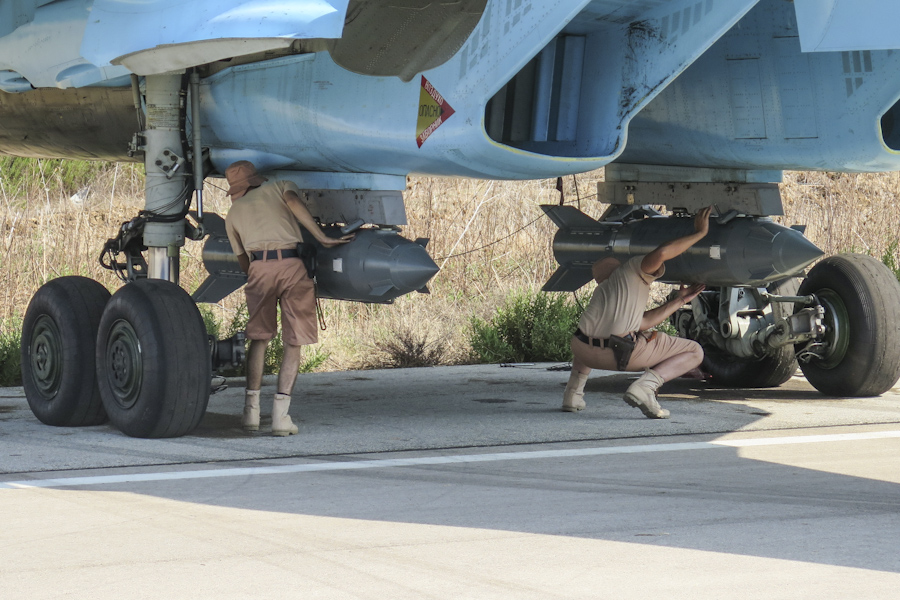
Pessoas fixam bombas KAB-500S-E em um Su-34 em Latakia